# George St Patrick Lawrence
George St Patrick Lawrence, född den 17 mars 1804 i Trincomalee på Ceylon, död den 16 november 1884, var en brittisk officer, ämbets- och statsman.
Lawrence var son till översten i brittisk-ostindiska kompaniets tjänst Alexander Lawrence (1762-1835), som tillhörde en protestantisk irländsk familj och av vars tolv barn fem söner ägnade sig åt kompaniets tjänst. Bland dem kan nämnas Henry Montgomery och sir John Lawrence.
Lawrence blev 1822 kavallerilöjtnant i Bengalen, deltog i första afghanska kriget 1838-42, var därunder politisk assistent åt brittiska sändebudet i Kabul Macnaghten och hölls efter mordet på denne (december 1841) i afghansk fångenskap som gisslan till Kabuls intagande av general Pollocks armé i september 1842. 
Han deltog även i andra sikhkriget 1848, var 1850-57 politisk agent i Mewar, blev 1861 generalmajor, erhöll vid sitt avskedstagande 1866 knightvärdighet och fick 1867 generallöjtnants grad. Lawrence skrev memoarverket Forty-three years in India (1874).